# 牡丹灯籠

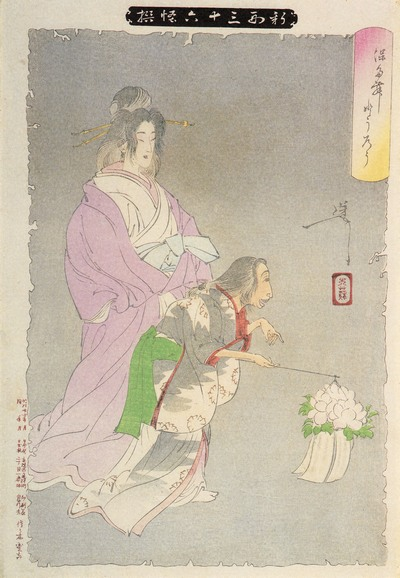
『ほたむとうろう』（月岡芳年『新形三十六怪撰』）

『牡丹灯籠』（ぼたん どうろう）、または『怪談牡丹燈籠』（かいだん ぼたん どうろう）は、落語の怪談噺で、三遊亭圓朝25歳時の作品。
浅井了意による怪奇物語集『御伽婢子』（寛文6年、1666年刊）、深川の米問屋に伝わる怪談、牛込の旗本家で聞いた実話などに着想を得て、幕末の1861年 - 1864年ごろ創作された。1884年(明治17年)に速記本が刊行されている。
浅井了意の『御伽婢子』は、中国明代の怪奇小説集『剪灯新話』に収録された小説『牡丹燈記』を翻案したもので、若い女の幽霊が男性と逢瀬を重ねたものの、幽霊であることがばれ、幽霊封じをした男性を恨んで殺すという話だった。圓朝はこの幽霊話に、仇討や殺人、母子再会など、多くの事件と登場人物を加え、それらが複雑に絡み合う一大ドラマに仕立て上げた。
圓朝没後は、4代目橘家圓喬・5代目三遊亭圓生・6代目三遊亭圓生・5代目古今亭志ん生・初代林家彦六など歴代の著名な落語家が得意とした。
1892年（明治25年）7月には、3代目河竹新七により『怪異談牡丹燈籠』（かいだん ぼたん どうろう）として歌舞伎化され、5代目尾上菊五郎主演で歌舞伎座で上演されて大盛況だった。
以後、演劇や映画にも広く脚色され、特に二葉亭四迷は圓朝の速記本から言文一致体を編み出すなど、その後の芸能・文学面に多大な影響を与えた。

## 成立
現代では『四谷怪談』や『皿屋敷』と並び日本三大怪談と称せられるが、広く知られる「お露の亡霊に取り憑かれた新三郎の悲劇」は、本来の長編から前半の中心部分を切り取って仕立て直した短編にあたる。下記の映像版などもほぼこの短編にもとづいている。
『剪灯新話』は、中国から伝えられたのち、江戸時代中期の怪談集『奇異雑談集』・『伽婢子』に翻案され、そのモチーフは上田秋成の『雨月物語』や山東京伝の『復讐奇談安積沼』などの読本、4代目鶴屋南北の脚本『阿国御前化粧鏡』に採用されるなど、日本でもなじみ深いものであった。現行の「牡丹灯籠」はそれらの先行作を発展させたものである。
『伽婢子』版牡丹灯籠に登場する男の名前は「荻原新之丞」であり、圓朝はこれに着想を得たものと考えられる。
日本の怪談（『四谷怪談』や『皿屋敷』のほか、同じ作者による『累ヶ淵』など）が深い怨恨を抱いた亡霊や、宿世の因縁・怨恨の連鎖を主たるテーマとしているのと比して、亡霊と人間との恋愛を描くという点で、原作に見られる中国的な趣きを強く残しているものと言える。このモチーフは、映画『チャイニーズ・ゴースト・ストーリー』に取り上げられた『聊斎志異』収録の「聶小倩」などと通じるものがある。日本の幽霊には足がないのが一般的であるのに対して、牡丹灯籠のお露は、カランコロンと駒下駄の音を響かせて夜道を歩いて来る。

## あらすじ（短編怪談）
浪人の萩原新三郎は、ふとしたことから旗本飯島平左衛門の娘、お露と知り合う。お互いに一目惚れしたふたりは理無い仲となり、お露は夜ごと牡丹灯籠を下げて新三郎の元を訪れ、逢瀬を重ねる。しかし、お露の正体は怨霊/亡霊だった。
日ごとやつれてゆく新三郎に旅の修験者/寺の和尚が真言(マントラ)とお札を授け、家中の戸にこれを貼って期限の日まで籠もり、夜が明けるまで決して出てはならない、と告げる。
言われたとおりに新三郎が閉じ籠もっていると、毎晩お露は家の周りを回りながら、中に入れず恨めしげに/悲しげに呼びかけてくる。
最終日、新三郎は、朝になったと騙されて/命よりお露への想いを優先して、自らお札を剥がして外へ出る。
従来は怪談らしさを重視した『雨月物語』の「吉備津の釜」に近い演出が多かったが、最近ではお露を取るラストも見られる。

## あらすじ
長編人情噺の形をとっており、多くの部分に分かれているが、6代目三遊亭圓生はお露と新三郎の出会いを「お露新三郎」・お露の亡魂が新三郎に通い祟りをなすくだりを「お札はがし」・伴蔵の悪事の下りを「栗橋宿/お峰殺し」「関口屋のゆすり」にそれぞれ分けて演じていた。
原作となる「牡丹灯記」（『剪灯新話』所収）では、元朝末期の明州が舞台となっている。主人公は喬某という書生であり、符麗卿と金蓮というのが、亡霊と侍女の名前である。

### 章立て
圓朝の『怪談牡丹灯籠』の速記本は22個の章に分かれている。各章の概要は以下のとおり。
1. 飯島平太郎（のちの平左衞門)、刀屋の店先で酒乱の黒川孝藏に絡まれ、刀の試し切りをしてみたいとの欲に負けて斬り殺す。（「発端/刀屋」）
2. 医者の山本志丈の紹介で、飯島平左衞門の娘・お露と美男の浪人・萩原新三郎が出会い、互いにひと目惚れする。（「臥龍梅/お露新三郎」）
3. 黒川孝藏の息子・孝助が、父の仇と知らず、飯島家の奉公人になる。平左衞門は気づいたが、黙って孝助に剣術を教える。
4. 萩原新三郎、お露のことを想い、悶々とする。店子の伴蔵と釣りに出かけ、お露の香箱の蓋を拾う。
5. 飯島平左衞門の妾・お国、平左衞門の留守中に隣家の息子・宮邊源次郎と密通。黒川孝助が見咎め、喧嘩になる。
6. 死んだと聞いたお露が萩原新三郎の前に現れる。
7. 相川新五兵衞が飯島平左衞門宅を訪れ、自分の娘・お徳と黒川孝助との養子縁組を持ちかける。
8. 人相見の白翁堂勇斎が萩原新三郎宅を訪ね、死相が出ていると告げる。お露が幽霊であることがわかり、仏像とお札で幽霊封じをする。
9. 宮邊源次郎とお国、邪魔な黒川孝助を消すため、一計を案じるが、失敗に終わる。
10. 伴蔵と妻のお峰、百両で萩原新三郎の幽霊封じの仏像とお札を取り外してやる、と幽霊のお露に持ちかける。
11. 飯島平左衞門の金百両が何者かに盗まれる。お国はこれを利用し、黒川孝助が疑われるように工作する。
12. 伴蔵と妻のお峰、幽霊から百両を受け取り、萩原新三郎の身辺から仏像とお札を取り去る。（「お札はがし」）
13. 飯島平左衞門の機転と計らいで黒川孝助の濡れ衣は晴れたが、孝助は平左衞門を間男の宮邊源次郎と間違えて刺してしまう。平左衞門は、自分が孝助の父の仇であることを告げ、孝助を相川家へ逃がす。（「孝助の槍」）
14. 萩原新三郎死亡。
15. 飯島平左衞門は深手を負いながらも、宮邊源次郎を殺しに行くが、反対に殺されてしまう。源次郎とお国は飯島家の金品を盗んで逃走する。黒川孝助はお徳と祝言をあげるが、亡き主人・平左衞門の仇を討つため源次郎とお国を追う。
16. 萩原新三郎の葬儀を済ませたのち、伴蔵と妻のお峰は悪事がばれるのを恐れて、伴蔵の故郷・栗橋に引っ越す。
17. 伴蔵は幽霊にもらった百両を元手に荒物屋「関口屋」を開き、成功し、料理屋の酌婦と懇ろになる。酌婦は、飯島平左衞門の元妾のお国だった。伴蔵は、お国との仲を咎めた妻のお峰を騙して殺す。(「栗橋宿/お峰殺し」)
18. 死んだお峰が伴蔵の使用人たちに乗り移り、伴蔵の悪事をうわ言のように喋り出したので、医者を呼んだところ、その医者は山本志丈だった。事の次第を知った山本は伴蔵にお国の身の上を暴露する。お国の情夫宮邊源次郎が金をゆすりに来るが、逆に伴蔵に追い返される。伴蔵は栗橋を引き払い、山本と江戸に帰る。（「関口屋」）
19. 仇が見つからず、孝助はいったん江戸へ戻り、主人が眠る新幡随院を参り、良石和尚に会う。婿入り先の相川家に戻ると、お徳との間に息子・孝太郎が生まれていたことを知る。
20. 伴蔵は悪事の発覚を恐れて山本志丈を殺すが、捕えられる。孝助は良石和尚の予言に従い、人相見の白翁堂勇齋を訪ね、そこで偶然、4歳のときに別れた母親おりえと再会する。すると、孝助が探していたお国が、母親の再婚相手の連れ子であり、源次郎とともに宇都宮に隠れていることを知る。
21. 母おりえがお国と源次郎の隠れ場所に手引きしてくれるというので孝助は宇都宮に出向くが、おりえは、夫に義理立ててお国と源次郎に事の次第を話し、2人を逃す。
22. 母おりえは孝助に事の次第を話し、自害する。孝助は二人を追い、本懐を遂げる。

## 登場人物
- 藤村屋新兵衞 - 本郷三丁目の刀屋。
- 黒川孝藏 - 酒癖の悪い侍。
- 飯島平左衞門（平太郎） - 侍。剣術の達人。
- お国 - 平左衞門の妾。飯島家の女中だったが、平左衞門の妻の死後、妾になる。
- 宮邊源次郎 - 侍。飯島家の隣家の次男。お国と密通し、平左衞門を殺し、お国とともに逃亡。
- 黒川（相川）孝助 - 黒川孝藏の息子。平左衞門が父親の仇と知らず、飯島家の奉公人となる。のちに相川家に婿入りする。
- 萩原新三郎 - 浪人。家を貸して生計を立てている。
- お露 - 飯島平左衞門の娘。
- お米 - お露の侍女
- 山本志丈 - お露と新三郎を引き合わせた医者。
- 白翁堂勇斎 - 人相見（陰陽師）。
- 良石和尚 - 新幡随院の住職。
- 伴蔵 - 萩原新三郎の店子で下男。
- お峰 - 伴蔵の妻。
- 久蔵 - 栗橋の馬子。伴蔵とお国の仲をお峰に漏らす。
- 相川新五兵衞 - 侍。黒川孝助の舅。
- お徳 - 相川新五兵衞の娘で、孝助の妻。二人の間に孝太郎をもうける。
- おりえ - 孝助が4歳のときに生き別れた実の母。
- 樋口屋五兵衞 - 孝助の母・おりえの再婚相手。先妻の子がお国。

## 年代設定
圓朝の速記によると、発端の「刀屋」が寛保3年4月11日（旧暦、以下同じ)とあり、続く本編ともいえる二つの流れ、飯島平左衛門と孝助、新三郎とお露の物語はそれより18年の後、宝暦11年正月からほぼ同時進行の形で交互に語り進められ、それぞれのピーク、すなわち前者で平左衛門が源次郎に殺害される場と、後者の新三郎がお露の霊に取り殺される（実は伴蔵が殺害）くだりが同年8月3日の晩となっている。さらに、伴蔵・おみね夫婦が出奔して栗橋宿で荒物店を開き(｢栗橋宿｣)、これも源次郎ともども江戸を逐電してきたお国と密通、女房お峰を幸手土手で殺害する｢お峰殺し｣以下は翌宝暦12年）夏とされ、孝助の筋も、平左衛門一周忌の同年8月3日からやはり同時進行で始まる。大団円で孝助の仇討本懐は宝暦12年8月9日の晩、後日談としてその月内の、江戸での伴蔵処刑と孝助の一子・孝太郎の飯島家相続、さらに孝助が飯島家の菩提のため、谷中・新幡随院に濡れ仏を建立したことを付け加えて、足掛け20年にわたる物語を締めくくる。

## 映像化

### 映画
- 怪談牡丹燈籠（1955年7月12日、監督：野淵昶、主演：東千代之介）
- 牡丹燈籠（1968年6月15日、監督：山本薩夫、主演：本郷功次郎、赤座美代子、大塚道子、西村晃、小川真由美、志村喬）
- 性談 牡丹燈籠（1972年6月28日、監督：曽根中生、主演：小川節子）
- OTSUYU 怪談牡丹燈籠（1998年4月25日、監督：津島勝、主演：大鶴義丹、夏生ゆうな）
- 怪談 牡丹燈籠 もっともっと愛されたかった。（2007年8月11日、監督：吉田剛也、主演：大沢樹生）
- シネマ歌舞伎『怪談 牡丹燈籠』（2009年7月11日、脚本：大西信行、出演：片岡仁左衛門、坂東三津五郎、坂東玉三郎）

### テレビドラマ
- 怪奇ロマン劇場『牡丹灯籠(前後編)』（1969年9月20日・27日、NETテレビ、監督：鈴木則文、主演：高田美和、久富惟晴）
- 日本怪談劇場『怪談・牡丹灯籠 鬼火の巻/蛍火の巻』（1970年7月11日・18日、東京12チャンネル、監督：中川信夫、主演：田村亮、金井由美）
- 怪談『牡丹灯籠』（1972年7月28日、NETテレビ、監督：西山正輝、主演：田村亮、高田美和）
- 日本名作怪談劇場『怪談・牡丹燈籠』（1979年8月15日、東京12チャンネル、監督：原田雄一、主演：佐藤仁哉、佳那晃子）
- 怪談牡丹燈籠（1982年8月13日、フジテレビ、監督：南野梅雄、主演：林与一、佳那晃子）
- 青春牡丹燈籠（1993年8月21日、NHK、作：唐十郎、監督：三枝健起、主演：宮沢りえ、豊川悦司）
- 怪談 KWAIDAN III 牡丹燈籠（1994年9月16日、フジテレビ、監督：瀧川治水、主演：田原俊彦、水野真紀）
- 怪談百物語第11回（2002年12月3日、フジテレビ、演出：小林和宏、主演：瀬戸朝香、北村一輝）
- 令和元年版 怪談牡丹燈籠 Beauty&Fear（2019年10月6日 - 27日、NHK BSプレミアム、脚本・演出：源孝志、主演：尾野真千子）[2]
  - 怪談牡丹燈籠 異聞「お露と信三郎」（2019年12月28日、NHK BS プレミアム、脚本・演出：源孝志、主演：中村七之助、上白石萌音）

### 牡丹灯籠をモチーフとした作品
- 1990牡丹燈籠（1990年10月13日、監督：磯村一路、主演：杉本哲太、青山知可子）
- 熟母・娘 乱交（2006年6月27日、監督：深町章、主演：岡田智宏、藍山みなみ）※ピンク映画
- クロユリ団地（2013年5月18日、監督：中田秀夫、主演：前田敦子）
- 色慾怪談 ヌルッと入ります - ウェイバックマシン（2016年9月16日アーカイブ分）（2016年8月5日、監督：荒木太郎、主演：南真菜果、那波隆史）※ピンク映画
- 講談のおそ松さん いろはの「ろ」（2023年6月23日）「お札はがし」を元にした講談「怖い話③」。
- 朗読パンダ 第9回公演『完全新版VSR 牡丹灯籠〜全段通し』（2024年8月10日 - 12日、あうるすぽっと）

## 出版作品
- 三遊亭圓生『圓生の落語3　真景累ヶ淵・牡丹燈篭』河出書房新社〈河出文庫〉、2010年ISBN 4-3094-1009-X
- 大橋崇行『小説 牡丹灯籠』（柳家喬太郎監修）二見書房、2020年ISBN 4-5762-0170-0

戯曲（舞台公演）
- 大西信行「牡丹燈籠」-『牡丹燈籠 大西信行第一戯曲集』三一書房、1974年 所収

初演：1974年、再演：1986年、1995年、1998年、2018年、文学座